# Col du Portillon
Le col du Portillon (en catalan, coll de Portilló ; en espagnol, puerto del Portillón ; en occitan, Eth Portilhon) est un col routier des Pyrénées centrales, à la frontière entre la France et l'Espagne (Val d'Aran). Il est emprunté par la route des cols. Il permet de relier par la route les villes de Bagnères-de-Luchon (Luchonnais) et Bossòst (Val d'Aran).

## Toponymie
Le toponyme occitan originel est Eth Portilhon [ep puɾtiˈʎu(ŋ)] « le petit port », où port est le mot habituel pour désigner un col dans les Pyrénées ; ceci est le nom officiel du côté catalan. Du côté français ce toponyme a été francisé en col du Portillon (le toponyme officiel, dont le rajout de « col » relève de la tautologie), mais le portillon de Burbe (du nom du vallon côté français amenant au col) peut également être entendu. Ce Burbe sur lequel s'ouvre le col a pour signification « tête basse », « montagne basse » ou « vallée ».
Les noms catalan coll de Portilló et espagnol puerto del Portillón, calques du nom officiel français, peuvent être rencontrés dans leurs langues respectives, mais ne sont pas officiels.

## Géographie
Entre la comarque catalane du Val-d'Aran et le Luchonnais, le col se situe dans un environnement forestier de 1 290 à 1 293 mètres d'altitude.

## Histoire

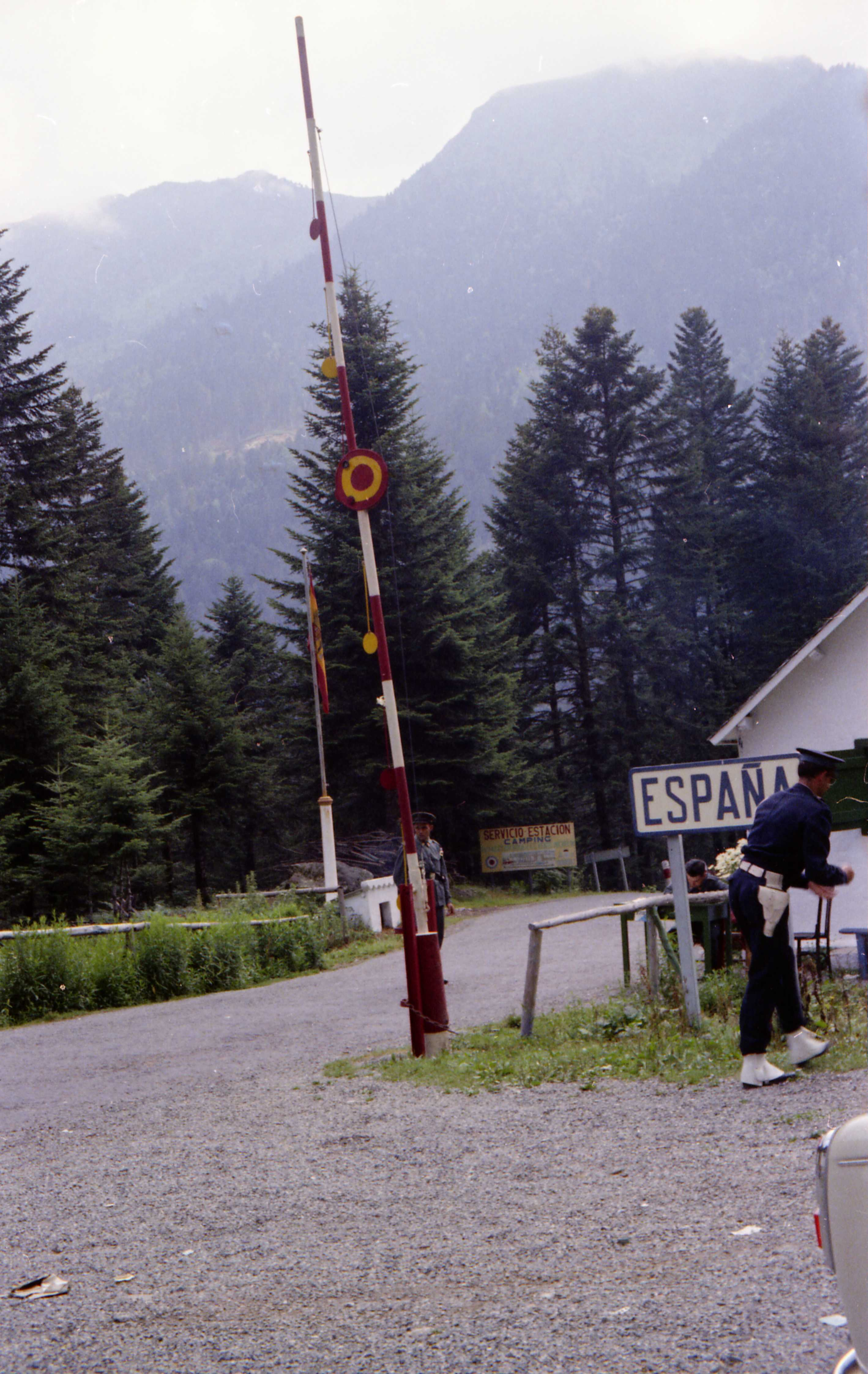
Le poste-frontière espagnol en 1965.

Le 6 janvier 2021 à 20 heures et jusqu’à nouvel ordre, le col du Portillon a été fermé à la circulation par arrêté préfectoral dans le cadre du « contrôle aux frontières et la lutte contre le terrorisme », suivant le souhait d'Emmanuel Macron formulé le 5 novembre 2020 « d’intensifier très fortement les contrôles aux frontières au sein de l’espace Schengen dans le cadre de la lutte contre le terrorisme ».
Le 19 janvier 2021, le mouvement politique identitaire Génération identitaire organise une « Mission Pyrénées » au col du Portillon, visant à dénoncer le supposé laxisme contre le risque terroriste et migratoire.

## Tour de France
Ce col est souvent emprunté par le Tour de France :
| Année | Étape | Catégorie | 1er au sommet        |
| ----- | ----- | --------- | -------------------- |
| 2018  | 16    | 1         | Adam Yates           |
| 2014  | 17    | 1         | Joaquim Rodríguez    |
| 2006  | 11    | 1         | David de la Fuente   |
| 2005  | 15    | 1         | Karsten Kroon        |
| 2003  | 14    | 1         | Richard Virenque     |
| 2001  | 13    | 1         | Laurent Jalabert     |
| 1999  | 15    | 1         | Kurt Van De Wouwer   |
| 1993  | 16    | 2         | Tony Rominger        |
| 1979  | 1     | 1         | Jean-René Bernaudeau |
| 1976  | 14    | 2         | Pedro Torres         |
| 1974  | 16    | 2         | Domingo Perurena     |
| 1973  | 13    | 1         | Luis Ocaña           |
| 1971  | 14    | 2         | José Manuel Fuente   |
| 1969  | 16    | 2         | Raymond Delisle      |
| 1967  | 16    | 2         | Fernando Manzaneque  |
| 1966  | 11    | 1         | Marcello Mugnaini    |
| 1964  | 15    | 2         | Raymond Poulidor     |
| 1963  | 11    | 2         | Guy Ignolin          |
| 1961  | 16    | 2         | Imerio Massignan     |
| 1957  | 17    | 2         | Désiré Keteleer      |

### Note
1. ↑  Par exemple Hébert cite le portillon de Burbe en 1865 dans son ouvrage Études sur les mines des Pyrénées françaises et espagnoles